# Tabernaemontana macrocalyx
Tabernaemontana macrocalyx är en oleanderväxtart som beskrevs av Müll. Arg.. Tabernaemontana macrocalyx ingår i släktet Tabernaemontana och familjen oleanderväxter. Inga underarter finns listade i Catalogue of Life.